# Basilique du Sacré-Cœur de Rouen
Pour les articles homonymes, voir Basilique du Sacré-Cœur.
La basilique du Sacré-Cœur de Rouen est une basilique mineure catholique construite à l'ouest de la ville de Rouen de 1890 à 1912.

## Localisation
La basilique est située dans le département français de la Seine-Maritime, sur la commune de Rouen, au croisement du boulevard Jean-Jaurès et de la rue Binet. L'arrêt de bus le plus proche est Mont-Riboudet Kindarena.

## Histoire
Afin de mieux couvrir le territoire à l'ouest de la ville, desservi par les églises Sainte-Madeleine et Saint-Gervais, situées assez loin de ce quartier, l'abbé Daubeuf, curé de la Madeleine, lance le projet d'une chapelle dans le faubourg ouest de la ville, en limite avec Déville-lès-Rouen. Il est soutenu dans son initiative par l'archevêque Mgr Léon-Benoit-Charles Thomas, plus tard cardinal, qui choisit le vicaire de Saint-Gervais, l'abbé Allard, pour la réaliser.
Il est fait appel à l'architecte Lucien Lefort, qui prend le parti d'édifier le monument en pierre dans le style roman. Les travaux débutent en 1890. La nef est bénie le 26 juin 1891. Le clocher, réalisation plus tardive, est béni le 2 juin 1912 par l'archevêque Mgr Frédéric Fuzet.
La chapelle est érigée en basilique mineure le 23 mars et consacrée le 31 mai 1918. Lors du centenaire de la basilique, le vitrail des apparitions du Christ à sainte Marguerite-Marie Alacoque est béni le 23 juin 1991.

## Architecture
Cette basilique est enserrée entre deux voies de circulation convergentes qui délimitent une emprise de terrain triangulaire, ce qui a une influence directe sur le plan de l'église. Il s'ensuit une façade très étroite et un bâtiment qui va en s'élargissant progressivement vers le chœur. Par ailleurs, le terrain est en pente : l'entrée principale se fait par un escalier à double volée (une à l'extérieur, et l'autre à l'intérieur), et le chœur est encore surélevé par rapport à la nef.
L'édifice présente un plan de croix latine adapté à ces particularités. La nef comprend cinq travées, les trois premières flanquées de galeries assez étroites qui se transforment dans les deux suivantes en véritables bas-côtés. Il y a un transept et au-delà, le chœur entouré d'un double déambulatoire qui détermine sept chapelles rayonnantes occupe à peu près la même largeur totale. Le chœur comprend deux travées avant l'abside à cinq pans. L'élévation est constituée des grandes arcades et de fenêtres hautes séparées par une galerie qui parcourt tout l'ensemble du monument.
L'étroite façade principale est constituée par un clocher-porche avec, au-dessus de la porte, un tympan en mosaïque. Il représente deux paons s'abreuvant à la fontaine de vie, œuvre d'Albert Polart. Il est surmonté d'une niche, où loge une statue du Sacré-Cœur, œuvre de Raoul Bonet. Le clocher en pierre des carrières de Saint-Maximin qui forme une flèche est surmonté d'une croix en fer, travail du serrurier André Rochon.
Le maître autel est une réalisation d'Alphonse Guilloux, couronné d'une statue en marbre du Sacré-Cœur due au sculpteur Eugène Bénet. La basilique comprend également un orgue de chœur dû au facteur d'orgues rouennais Ernest Bouillou avec un buffet d'orgue de style roman de Bonet.
À l'entrée de la nef, du côté gauche, se trouve une mise au tombeau monumentale dans le goût du Moyen Âge, sculptée dans la pierre par Auguste Coutin en 1917. 
L'église possède une chapelle dédiée à saint Fiacre, patron des confréries de maraîchers et de jardiniers, dont c'était autrefois le quartier. La célébration de la Saint-Fiacre transfigure la basilique le premier dimanche de septembre. La Confrérie Saint-Fiacre décore l'église de fleurs, de fruits et de légumes. D'autre part, l'église contient des fresques, dites du Sacré-Cœur et du saint sacrement.

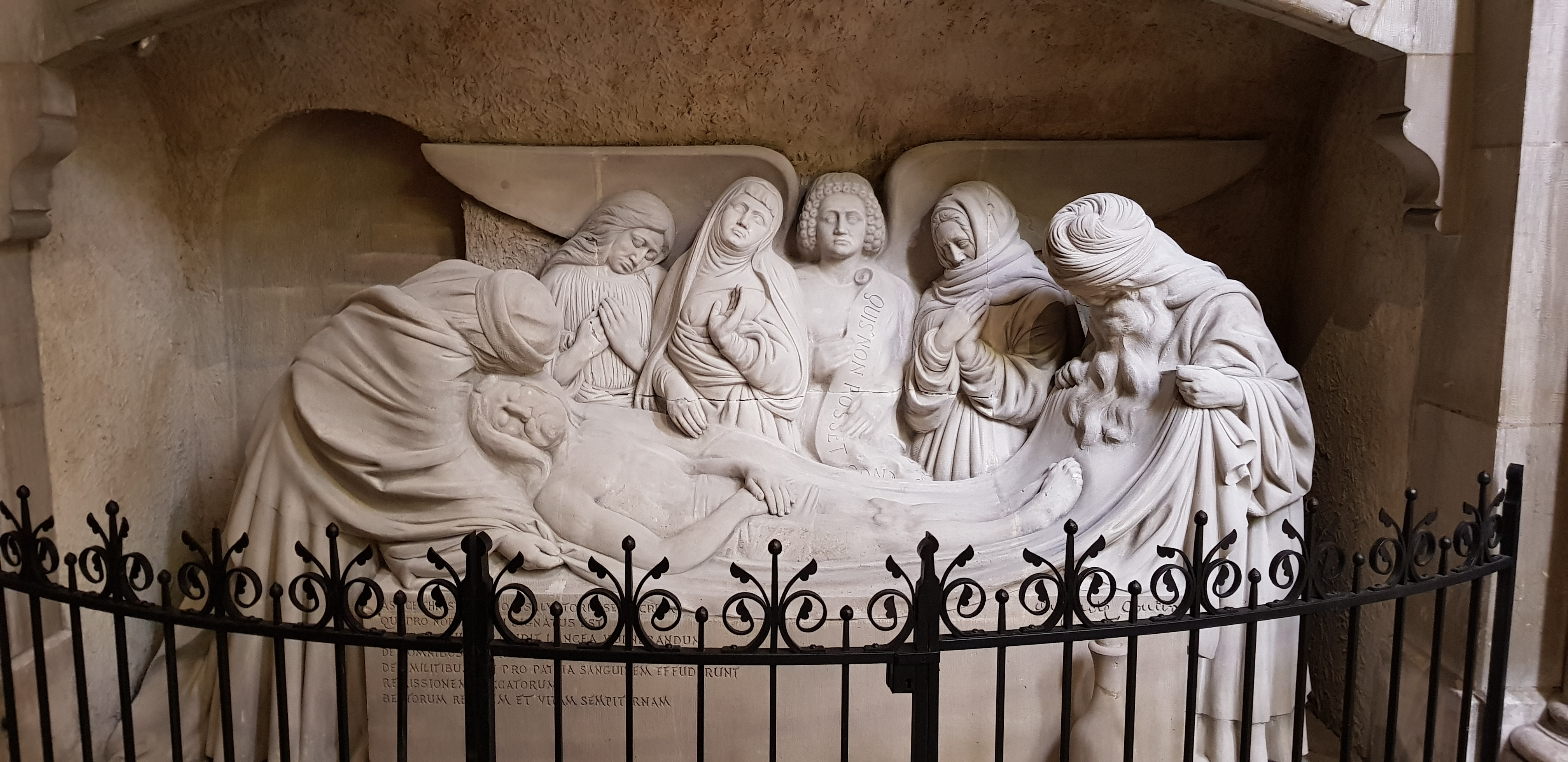
Mise au tombeau de Jésus par Auguste Coutin (1917).
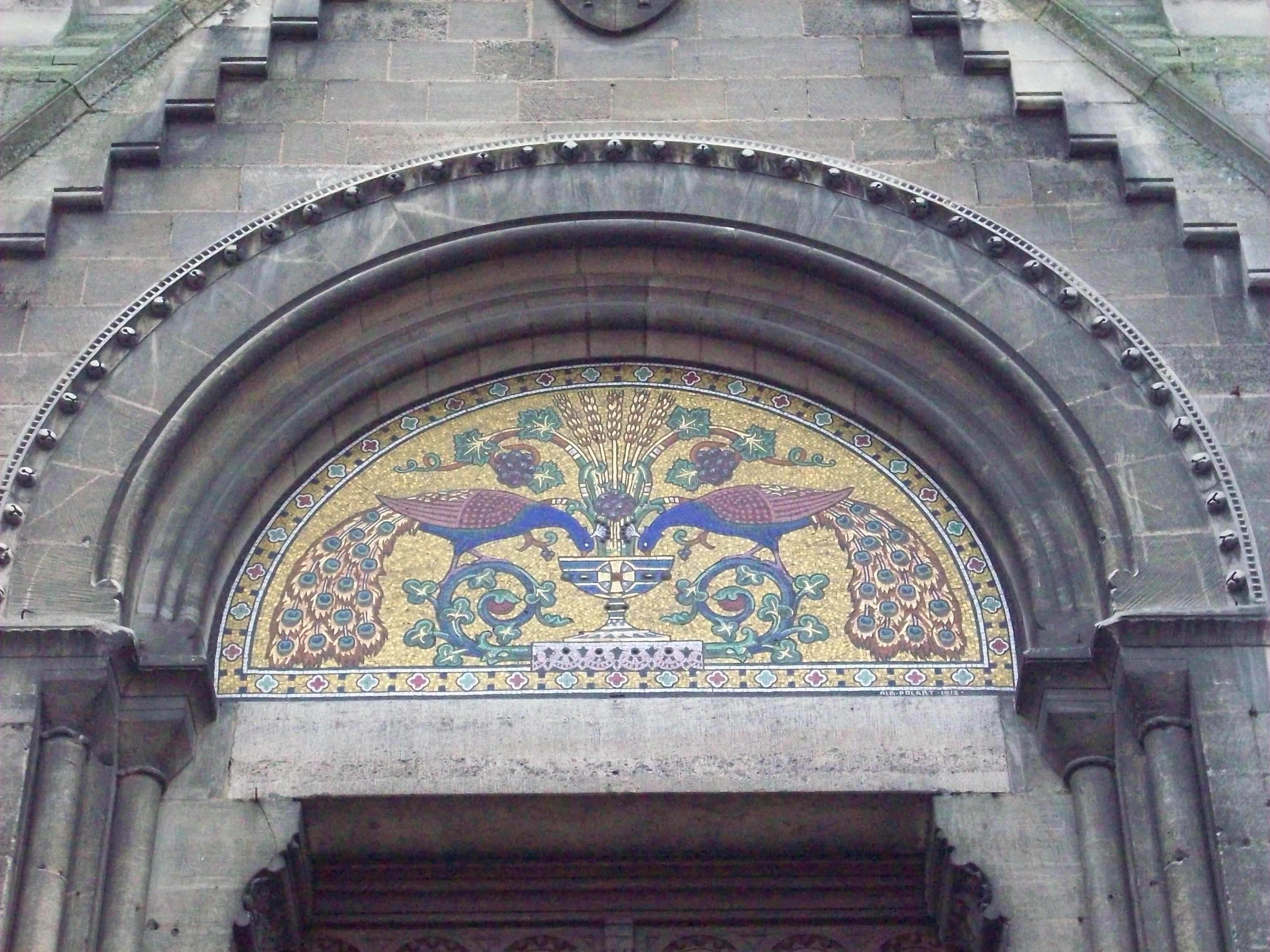
Mosaïque du tympan.
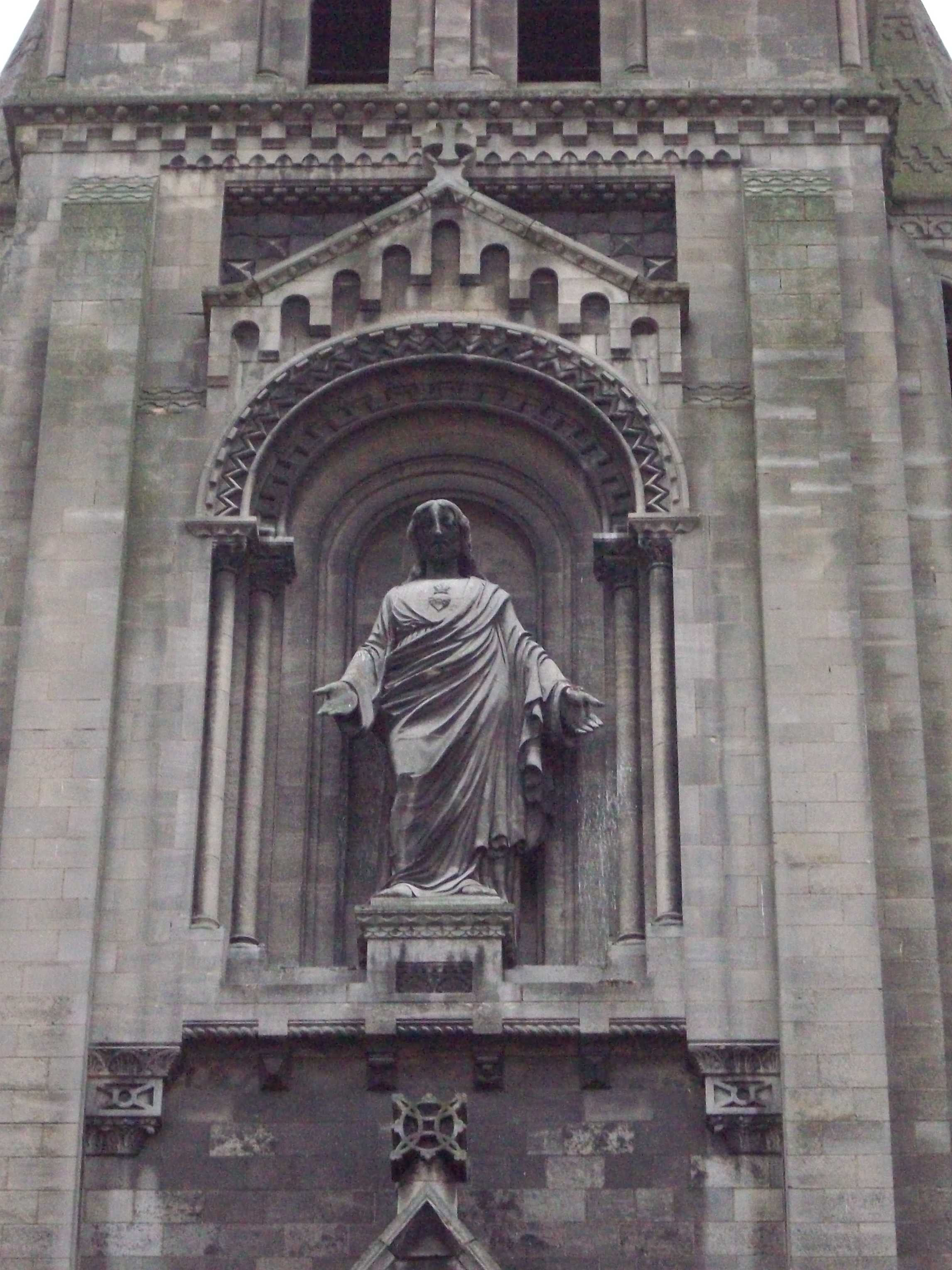
Statue du Sacré-Cœur par Raoul Bonet.